# Capri Leone
Capri Leone es una localidad italiana de la provincia de Mesina, región de Sicilia, con 4.435 habitantes.

Ubicación de la ciudad de Capri Leone dentro de la provincia de Mesina.

## Evolución demográfica
| Gráfica de evolución demográfica de Capri Leone entre 1861 y 2001 |
|                                                                   |
| Fuente ISTAT - Elaboración gráfica por parte de Wikipedia         |